# Fiesole
Fiesole (Fiésole) ou, na sua forma portuguesa, Fésulas é uma cidade e comuna italiana da região da Toscana, província de Florença, com cerca de 14.142 habitantes. A comuna estende-se por uma área de 42 km², tendo uma densidade populacional de 337 hab/km². Faz fronteira com Bagno a Ripoli, Borgo San Lorenzo, Florença, Pontassieve, Sesto Fiorentino, Vaglia.
A cidade de Fiesole situa-se numa colina de altitude 300 m a cerca de 6 km de Florença, e é um local turístico pela beleza da paisagem em redor e pelas riquezas históricas e culturais. No Convento de São Domingos está hoje instalado o Instituto Universitário Europeu.
Era conhecida como Fésulas (em latim: Faesulae) no período romano.

## Património
- Convento de São Domingos

## Demografia
A seguir um gráfico com a variação demográfica do município entre 1861 e 2011, segundo dados do Instituto Nacional de Estatística italiano:
| Variação demográfica do município entre 1861 e 2011                               |
|                                                                                   |
| Fonte: Istituto Nazionale di Statistica (ISTAT) - Elaboração gráfica da Wikipedia |